# 儒格超級紅鷹阿拉斯加型左輪手槍
儒格超級紅鷹阿拉斯加型（英語：Ruger Super Redhawk Alaskan）是一款由美国槍械製造商斯特姆-儒格公司（英語：Sturm, Ruger）在2005年推出的大口徑左輪手槍，是儒格超級紅鷹左輪手槍的短槍管版本。該槍的特徵是其63.5毫米（2.5英吋）槍管，不鏽鋼拉絲表面處理，霍格（英語：Hogue）公司生產的特大型塔梅爾（英語：Tamer）握把設計，以幫助減少後座力。
阿拉斯加型具有三種口徑，分別是.454卡蘇爾／.45柯爾特版本、.480儒格版本，以及曾提供最近一段時間的.44雷明登麥格農／.44 S&W特種彈版本。尤其是.454卡蘇爾與.480儒格口徑時，更是世界上最大口徑的短槍管左輪手槍。
.480儒格版本本來與.454卡蘇爾／.45柯爾特版本一樣是一把6發式左輪手槍，但已於2007年終止生產。它在2008年以5發弹巢式左輪手槍重新推出。.44麥格農／.44 S&W特種彈版本具有溝槽式彈巢，而.454卡蘇爾／.45柯爾特和.480儒格版本則是無溝槽式設計。

## 新聞
2009年8月2日，阿拉斯加州索爾多特納居民格雷·布什（英語：Greg Brush）與他的狗散步期間，聽到樹枝斷裂的聲音。他轉身看到一隻阿拉斯加棕熊向著他襲來。他拔出他的儒格超級紅鷹阿拉斯加.454卡蘇爾型，在節節後退期間發射了3發，並且在第5發會發生故障以前對熊發射最後的第4發（由於他從當地供應商購買了有缺陷的對熊裝藥劑量夾壓彈藥）。那隻熊在暴衝中途死亡，並向著它的鼻子方向滑下約10英尺（3.05米），越過了格雷的原來的站立位置。

## 概述
儒格超級紅鷹阿拉斯加型是美国槍械製造商斯特姆-儒格公司（英語：Sturm, Ruger）於1987年開始生產的超級紅鷹雙動操作麥格農左輪手槍的衍生型，粗短的槍管配上精巧的槍身，倒像是一門縮小的古代臼炮。
儒格公司設計該左輪手槍的初衷是給野外活動愛好者提供一種威力巨大又便於携帶，用作對付危害性高而且具有潛在危險的動物（例如灰熊、美洲狮和野豬）的一種自衛武器選擇。在阿拉斯加，喜歡在野外釣魚的人們偶爾會遇到熊。他們需要一款良好的自衛武器。這也是該槍被稱作“阿拉斯加型”的原因之一。
與原來的超級紅鷹相比，超級紅鷹阿拉斯加型的最大變化是改進了其單／雙動操作扳機的扳機扣力，尤其是雙動操作狀態以下的扳機扣力由原來的8.7千克減少到5.7千克，單動操作狀態以下的扳機扣力也從3.2千克減少到2.3千克，這使得以雙動操作方式進行連續射擊變得更為容易。
一些批評者感覺到儒格超級紅鷹阿拉斯加型的槍管對於這樣的一把大口徑左輪手槍而言實在是太短了，而其他人則認為其相對緊湊的尺寸，加上其適合大狩獵的制止力，使其成為一把可在荒野中徒步旅行、钓鱼或是狩獵旅行中實際應用的“包裝炮”（英語：Pack gun）。儘管大型麥格農子彈的彈道容易受到短槍管所影響，但仍可產生超過了一把通常的緊湊型槍械可以產生的相當多的能量。

## 登場作品

### 電影
- 2010年—：.454卡蘇爾（英语：.454 Casull）口徑型，由主角詹姆斯·卡倫／司機（巨石強森飾演）所使用。
- 2011年—：由佛提斯的手下用以威脅威爾。

## 資料來源
1. ↑  Campbell, Mike. . Anchorage Daily News. 9 Aug 2009  [19 July 2011]. （原始内容存档于2017-07-30）.
2. ↑  Bestul, Scott. . Field & Stream Magazine. 17 Aug 2009  [19 July 2011]. （原始内容存档于2020-11-12）.

## 外部連結

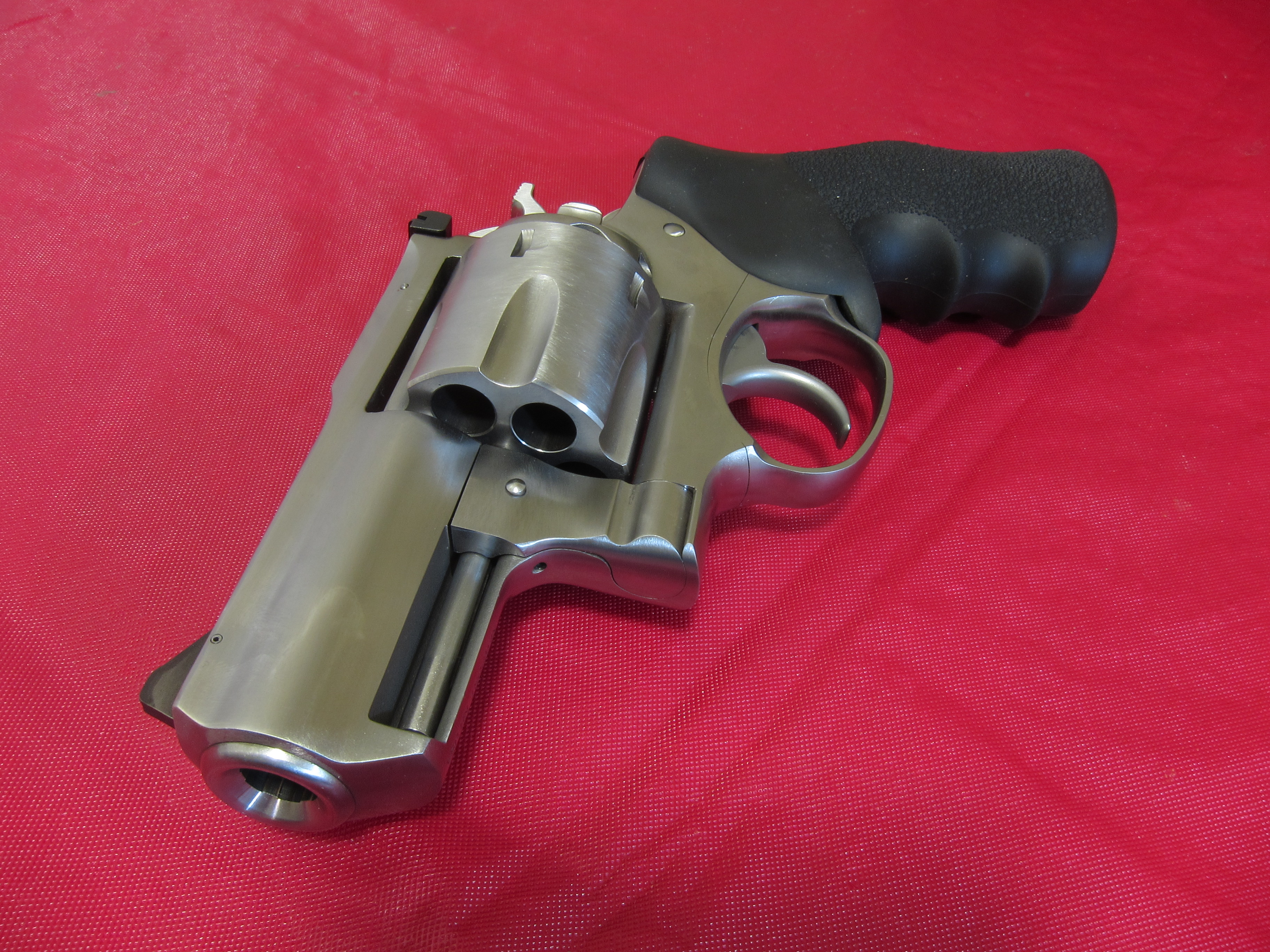
儒格超級紅鷹阿拉斯加.44麥格農型

- （英文）—Ruger Firearms official site－Ruger Super Redhawk Alaskan （页面存档备份，存于）
- （英文）—Gunblast.com—
  - Ruger’s Super Redhawk Alaskan .454 Casull （页面存档备份，存于）
  - Ruger's Super Redhawk Alaskan 5-shot .480 Ruger （页面存档备份，存于）
  - Ruger's Super Redhawk Alaskan 6-shot .480 Ruger （页面存档备份，存于）
- （英文）—Shooting Times magazine－The Super Redhawk Alaskan Revolver
- （英文）—Guns magazine－Ruger's powerhouse .454 Alaskan: a Pert-near perfect packin' pistol （页面存档备份，存于）
- （英文）—Real Guns.com－Ruger's Super Redhawk Alaskan （页面存档备份，存于）
- （英文）—The Christian Gun Owner.com－The Ruger Alaskan .44 Magnum Revolver （页面存档备份，存于）
- （英文）—ScopedIn.com—Ruger Super Redhawk Alaskan （页面存档备份，存于）
- （英文）—The Firearm Blog.com—
  - Man kills charging bear with .454 Casull （页面存档备份，存于）
  - Weekend Photo: Ruger Super Redhawk Alaskan .454 Casull （页面存档备份，存于）
  - Ruger Super Redhawk Alaskan .44 Magnum Review （页面存档备份，存于）
- （英文）—Tactical-life.com—Magnum Force: 9 High-Powered Pistols & Revolvers （页面存档备份，存于）
- （英文）—Personal Defense World.com—
  - 32 Revolvers From CONCEALED CARRY HANDGUNS 2016 （页面存档备份，存于）
  - 21 Ultra-Concealable, High-Powered Snub-Nose Revolvers （页面存档备份，存于）
  - Hand Cannons: 9 High-Powered Magnum Handguns （页面存档备份，存于）
- （简体中文）—新浪军事—鲁格公司推出世界上口径最大短枪管转轮手枪 （页面存档备份，存于）